# Phân bộ Nhím lông

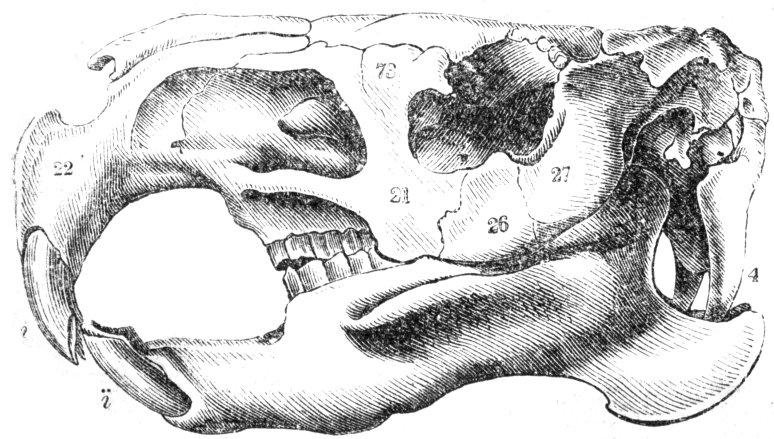
Hộp sọ của lợn nước chỉ ra ống dưới hốc mắt phình to, có mặt ở phần lớn các thành viên của phân bộ Hystricomorpha. Cấu trúc như thế được gọi là dạng nhím.

Thuật ngữ Hystricomorpha có nhiều định nghĩa trong suốt lịch sử tồn tại của nó. Theo nghĩa rộng nhất nó nói tới bất kỳ động vật gặm nhấm nào, ngoại trừ nhóm chuột nhảy (Dipodoidea) với hệ cơ nhai xương gò má dạng nhím. Như thế, nó bao gồm cận bộ Hystricognathi, Ctenodactylidae, Anomaluridae và Pedetidae. Các kết quả nghiên cứu phân tử và hình thái học cho thấy việc gộp cả Anomaluridae và Pedetidae vào trong Hystricomorpha có thể là đáng nghi vấn. Dựa trên kết quả nghiên cứu của Carleton và Musser (2005), tại đây coi hai họ này như là thuộc về một phân bộ riêng, gọi là Anomaluromorpha.
Định nghĩa hiện đại của Hystricomorpha, cũng được biết đến như là Entodacrya hay Ctenohystrica, là giả thuyết phân loại hợp nhất gundi với động vật gặm nhấm hàm nhím. Có một sự hỗ trợ hình thái đáng kể cũng như sự hỗ trợ phân tử mạnh cho mối quan hệ này. Nếu đúng, giả thuyết này làm cho quan điểm truyền thống về Sciurognathi là bất hợp lệ do nó trở thành nhóm cận ngành.
Động vật gặm nhấm dạng nhím, hay ít nhất là các thành viên của tiểu bộ Caviomorpha, đôi khi được coi là phi-gặm nhấm. Tuy nhiên, phần lớn các nghiên cứu phân tử và di truyền đều xác nhận tính đơn ngành của động vật gặm nhấm. Hỗ trợ cho tính đa ngành của động vật gặm nhấm dường như là sản phẩm của hấp dẫn nhánh dài.
Động vật gặm nhấm dạng nhím đã xuất hiện tại Nam Mỹ vào Tiền Oligocen, và di chuyển tới châu lục trước đây có thú có túi (cận lớp Marsupialia), động vật thiếu răng (siêu bộ Xenarthra) và thú móng guốc phương nam (nhóm Meridiungulata) như là các nhóm cư trú duy nhất trong động vật có vú không biết bay. Quan điểm tương tự về sự di cư sớm có thể là đúng đối với linh trưởng (bộ Primates), cũng xuất hiện ở Nam Mỹ trước khi có Đại thiên di sinh vật châu Mỹ (trao đổi lớn liên Mỹ). Tất cả những điều này vẫn còn mâu thuẫn và các phát hiện khoa học mới về chủ đề này vẫn được công bố khá đều đặn.

## Đặc trưng giải phẫu
Động vật gặm nhấm dạng nhím có lỗ dưới hốc mắt chạy từ phần trước của hốc mắt tới mặt ngoài của mõm, trở thành rất lớn. Thông qua nó, một phần của cơ nhai giữa đã phình to nhiều vượt ngang qua để bắt đầu trên mặt bên của mõm phía trước đối với cung gò má. Kiểu cấu trúc này tìm thấy ở các loài nhím lông (cả Tân lẫn Cựu thế giới), chuột lang, chuột nhảy và một lượng lớn các họ khác.
Cơ nhai giữa phình to, vượt ngang qua lỗ dưới hốc mắt phình to để khởi đầu trên mặt bên của mõm. Cơ nhai trên bắt nguồn từ rìa phía trước của xương gò má còn cơ nhai bên trải rộng trên phần lớn chiều dài của nó.

## Các họ
Danh sách các họ dưới đây dựa trên phân loại của Marivaux và ctv., những người đã đưa một loạt các hóa thạch sớm của động vật gặm nhấm vào phân tích cô đọng và phục hồi sự hỗ trợ cho giả thuyết Hystricomorpha hay Entodacrya. Các kết quả của họ cho thấy phân bộ Sciuravida theo định nghĩa của McKenna và Bell là đa ngành và không hợp lệ. Biểu tượng "†" được dùng để chỉ các nhóm không còn loài nào sinh tồn đã biết.
- Phân bộ Hystricomorpha
  - Siêu họ Ctenodactyloidea
    - Ctenodactylidae - Chuột gundi
    - †Tammquammyidae
    - Diatomyidae - Chuột núi Lào
    - †Yuomyidae
    - †Chapattimyidae

  - Hystricognathiformes
    - †Tsaganomyidae
    - Hystricognathi - Dạng hàm nhím thật sự
      - †"Baluchimyinae"
      - Hystricidae - Nhím lông Cựu thế giới
      - Phiomorpha
        - †Myophiomyidae
        - †Diamantomyidae
        - †Phiomyidae
        - †Kenyamyidae
        - Petromuridae - Chuột đa man (đề thỏ)
        - Thryonomyidae - Chuột mía
        - Bathyergidae - Chuột chũi châu Phi
        - †Bathyergoididae

      - Caviomorpha - Nhím lông Tân thế giới
        - Siêu họ Erethizontoidea
          - Erethizontidae - Nhím lông Tân thế giới

        - Siêu họ Cavioidea
          - †Cephalomyidae
          - Dasyproctidae - Agouti và acouchi
          - Cuniculidae - Paca
          - †Eocardiidae
          - Dinomyidae - Pacarana
          - Caviidae - Chuột lang và lợn nước

        - Siêu họ Octodontoidea
          - Octodontidae - Chuột đá Nam Mỹ, degu và họ hàng
          - Ctenomyidae - Tuco-tuco
          - Echimyidae - Chuột gai
          - Myocastoridae - Nutria
          - Capromyidae - Hutia
          - †Heptaxodontidae - Hutia khổng lồ

        - Siêu họ Chinchilloidea
          - Chinchillidae - Sóc sinsin và viscacha
          - †Neoepiblemidae
          - Abrocomidae - Chuột sinsin